# Irlanda ai Giochi della XXIX Olimpiade
L'Irlanda ha partecipato ai Giochi della XXIX Olimpiade di Pechino, svoltisi dall'8 al 24 agosto 2008, con una delegazione di 55 atleti.

## Medaglie
| Medaglia | Atleta            | Sport    | Evento             |
| -------- | ----------------- | -------- | ------------------ |
| Argento  | Kenny Egan        | Pugilato | Pesi mediomassimi  |
| Bronzo   | Darren Sutherland | Pugilato | Pesi medi          |
| Bronzo   | Paddy Barnes      | Pugilato | Pesi mosca leggeri |

## Atletica leggera
| Gara   | Atleta         | Batterie | Batterie | Quarti  | Quarti | Semifinali | Semifinali | Finale       | Finale       |
| Gara   | Atleta         | Tempo    | Pos.     | Tempo   | Pos.   | Tempo      | Pos.       | Tempo        | Pos.         |
| ------ | -------------- | -------- | -------- | ------- | ------ | ---------- | ---------- | ------------ | ------------ |
| 200 m  | Paul Hession   | 20"59    | 3        | 20"32   | 1      | 20"38      | 5          |              |              |
| 400 m  | David Gillick  |          |          | 45"83   | 4      |            |            |              |              |
| 800 m  | Thomas Chamney |          |          | 1'47"66 | 5      |            |            |              |              |
| 1500 m | Alistair Cragg |          |          | 3'44"90 | 8      |            |            |              |              |
| 5000 m | Alistair Cragg |          |          |         |        | 13'38"57   | 6          | non concluso | non concluso |

| Gara         | Atleta           | Tempo        | Posizione    |
| ------------ | ---------------- | ------------ | ------------ |
| Maratona     | Martin Fagan     | non concluso | non concluso |
| Marcia 20 km | Robert Heffernan | 1h 20'36"    | 8            |
| Marcia 50 km | Jamie Costin     | 4h 15'16"    | 44           |
| Marcia 50 km | Colin Griffin    | squalificato | squalificato |

| Gara           | Atleta            | Batterie | Batterie | Semifinali | Semifinali | Finale  | Finale |
| Gara           | Atleta            | Tempo    | Pos.     | Tempo      | Pos.       | Tempo   | Pos.   |
| -------------- | ----------------- | -------- | -------- | ---------- | ---------- | ------- | ------ |
| 400 m          | Joanne Cuddihy    | 53"32    | 6        |            |            |         |        |
| 100 m ostacoli | Derval O'Rourke   | 13"22    | 6        |            |            |         |        |
| 400 m ostacoli | Michelle Carey    | 57"99    | 7        |            |            |         |        |
| 3000 siepi     | Fionnula Britton  |          |          | 9'43"57    | 10         |         |        |
| 3000 siepi     | Roisin McGettigan |          |          | 9'28"92    | 2          | 9'55"89 | 14     |

| Gara         | Atleta          | Tempo       | Posizione |
| ------------ | --------------- | ----------- | --------- |
| Maratona     | Pauline Curley  | 2h 47'16"63 |           |
| Marcia 20 km | Olive Loughnane | 1h 27'45"   | 7         |

| Gara                | Atleta          | Qualificazioni | Qualificazioni | Finale | Finale |
| Gara                | Atleta          | Misura         | Pos.           | Misura | Pos.   |
| ------------------- | --------------- | -------------- | -------------- | ------ | ------ |
| Lancio del martello | Eileen O'Keeffe | 67,66 m        | 23             |        |        |

## Badminton
| Gara              | Atleta      | Turno 1                                      | Sedicesimi                                | Ottavi | Quarti | Semifinali | Finale |
| ----------------- | ----------- | -------------------------------------------- | ----------------------------------------- | ------ | ------ | ---------- | ------ |
| Singolo maschile  | Scott Evans | Marc Zwiebler (Germania) 18-21, 21-18, 19-21 |                                           |        |        |            |        |
| Singolo femminile | Chloe Magee | Kati Tolmoff (Estonia) 18-21, 21-18, 21-19   | Jun Jae-youn (Corea del Sud) 12-21, 13-21 |        |        |            |        |

## Canoa/kayak
| Gara        | Atleta         | Preliminari | Preliminari | Preliminari | Preliminari | Semifinali | Semifinali | Finale | Finale | Finale | Finale |
| Gara        | Atleta         | Manche 1    | Manche 2    | Totale      | Pos.        | Tempo      | Pos.       | Tempo  | Pos.   | Totale | Pos.   |
| ----------- | -------------- | ----------- | ----------- | ----------- | ----------- | ---------- | ---------- | ------ | ------ | ------ | ------ |
| K1 maschile | Eoin Rheinisch | 88"52       | 87"81       | 176"33      | 15          | 88"85      | 10         | 88"06  | 4      | 176"91 | 4      |

## Canottaggio
| Gara                 | Atleta                                                       | Batterie | Batterie | Quarti/ Ripescaggi | Quarti/ Ripescaggi | Semifinali | Semifinali | Finale  | Finale       |
| Gara                 | Atleta                                                       | Tempo    | Pos.     | Tempo              | Pos.               | Tempo      | Pos.       | Tempo   | Pos.         |
| -------------------- | ------------------------------------------------------------ | -------- | -------- | ------------------ | ------------------ | ---------- | ---------- | ------- | ------------ |
| 4 senza              | Sean Casey Jonno Devlin Cormac Folan Sean O'Neill            | 6'02"85  | 3        | bye                | bye                | 5'58"14    | 6          | 6'07"97 | 4 (finale B) |
| 4 senza pesi leggeri | Richard Archibald Paul Griffin Cathal Moynihan Gearoid Towey | 5'52"32  | 4        | 6'21"81            | 1                  | 6'13"85    | 4          | 6'06"02 | 4 (finale B) |

## Ciclismo

### Su pista
| Gara                 | Atleta           | Qualificazione | Qualificazione | Secondo turno | Secondo turno | Secondo turno | Finale | Finale     |
| Gara                 | Atleta           | Tempo          | Pos.           | Tempo         | Avversario    | Pos.          | Tempo  | Avversario |
| -------------------- | ---------------- | -------------- | -------------- | ------------- | ------------- | ------------- | ------ | ---------- |
| Individuale maschile | David O'Loughlin | 4'26"102       | 11             |               |               |               |        |            |

### Su strada e Cross country
| Gara                    | Atleta         | Tempo        | Posizione    |
| ----------------------- | -------------- | ------------ | ------------ |
| Corsa in linea maschile | Philip Deignan | 6'39"41      | 81           |
| Corsa in linea maschile | Nicolas Roche  | 6'34"26"     | 64           |
| Cross country maschile  | Robin Seymour  | non concluso | non concluso |

## Equitazione
| Gara        | Atleta                                                                   | Cavallo              | Dressage | Cross country | Salto | Salto di finale | Totale | Posizione |
| ----------- | ------------------------------------------------------------------------ | -------------------- | -------- | ------------- | ----- | --------------- | ------ | --------- |
| Individuale | Geoffrey Curran                                                          | Kilkishen            | 61,70    | 30,40         | 2     |                 | 94,10  | 32        |
| Individuale | Niall Griffin                                                            | Lorgaine             | 50,60    | 26,40         | 12    |                 | 109,00 | 38        |
| Individuale | Louise Lyons                                                             | Watership Down       | 57,40    | 28,40         | 9     |                 | 94,80  | 33        |
| Individuale | Austin O'Connor                                                          | Hobby Du Mee         | 52,80    | 34,40         | 0     | 0               | 87,20  | 21        |
| Individuale | Patricia Ryan                                                            | Fernhill Clover Mist | 78,70    | 34,80         | 13    |                 | 126,50 | 43        |
| Squadre     | Geoffrey Curran Niall Griffin Louise Lyons Austin O'Connor Patricia Ryan | v. sopra             | 160,80   | 265,10        |       | 36              | 276,10 | 8         |

| Gara        | Atleta      | Cavallo  | Qualificazioni | Qualificazioni | Qualificazioni | Qualificazioni | Qualificazioni | Qualificazioni | Finale      | Finale      | Finale      | Finale      | Finale      | Finale      |
| Gara        | Atleta      | Cavallo  | Turno 1        | Turno 1        | Turno 2        | Turno 2        | Turno 3        | Turno 3        | Turno A     | Turno A     | Turno B     | Turno B     | Totale      | Totale      |
| Gara        | Atleta      | Cavallo  | Pen.           | Pos.           | Pen.           | Pos.           | Pen.           | Pos.           | Pen.        | Pos.        | Pen.        | Pos.        | Pen.        | Pos.        |
| ----------- | ----------- | -------- | -------------- | -------------- | -------------- | -------------- | -------------- | -------------- | ----------- | ----------- | ----------- | ----------- | ----------- | ----------- |
| Individuale | Denis Lynch | Lantinus | 1              | 14             | 1              | 4              | 6              | 8              | abbandonato | abbandonato | abbandonato | abbandonato | abbandonato | abbandonato |

## Nuoto
| Gara       | Atleta      | Batterie | Batterie | Semifinali | Semifinali | Finale | Finale |
| Gara       | Atleta      | Tempo    | Pos.     | Tempo      | Pos.       | Tempo  | Pos.   |
| ---------- | ----------- | -------- | -------- | ---------- | ---------- | ------ | ------ |
| 100 m rana | Andrew Bree | 1'01"76  | 30       |            |            |        |        |
| 200 m rana | Andrew Bree | 2'10"91  | 12       | 2'10"16    | 11         |        |        |

| Gara               | Atleta         | Batterie | Batterie | Semifinali | Semifinali | Finale | Finale |
| Gara               | Atleta         | Tempo    | Pos.     | Tempo      | Pos.       | Tempo  | Pos.   |
| ------------------ | -------------- | -------- | -------- | ---------- | ---------- | ------ | ------ |
| 200 m stile libero | Melanie Nocher | 2'04"29  | 43       |            |            |        |        |
| 100 m dorso        | Aisling Cooney | 1'02"50  | 31       |            |            |        |        |
| 200 m dorso        | Melanie Nocher | 2'12"29  | 20       |            |            |        |        |

## Pugilato
| Gara                | Atleta            | Sedicesimi                                    | Ottavi                                       | Quarti                          | Semifinali                         | Finale                     |
| ------------------- | ----------------- | --------------------------------------------- | -------------------------------------------- | ------------------------------- | ---------------------------------- | -------------------------- |
| Pesi mosca leggeri  | Paddy Barnes      | bye                                           | José Luis Meza (Ecuador) 14-8                | Łukasz Maszczyk (Polonia) 11-5  | Zou Shiming (Cina) 0-15            | Bronzo                     |
| Pesi gallo          | John Joe Nevin    | Abdelhalim Ourradi (Algeria) 9-4              | Enkhbatyn Badar-Uugan (Mongolia) 2-9         |                                 |                                    |                            |
| Pesi welter leggeri | John Joe Joyce    | Gyula Káté (Ungheria) 9-5                     | Manuel Félix Díaz (Rep. Dominicana) 11-(+11) |                                 |                                    |                            |
| Pesi medi           | Darren Sutherland | bye                                           | Nabil Kassel (Algeria) RSC                   | Alfonso Blanco (Venezuela) 11-1 | James DeGale (Gran Bretagna) 3-10  | Bronzo                     |
| Pesi mediomassimi   | Kenny Egan        | Julius Jackson (Isole Vergini Americane) 22-2 | Bahram Muzaffer (Turchia) 10-2               | Washington Silva (Brasile) 8-0  | Tony Jeffries (Gran Bretagna) 10-3 | Zhang Xiaoping (Cina) 7-11 |

## Scherma
| Gara                 | Atleta        | Turno 1                         | Sedicesimi | Ottavi | Quarti | Semifinali | Finale |
| -------------------- | ------------- | ------------------------------- | ---------- | ------ | ------ | ---------- | ------ |
| Sciabola individuale | Siobhan Byrne | Irena Więckowska (Polonia) 8-15 |            |        |        |            |        |

## Tiro
| Gara | Atleta        | Qualificazioni | Qualificazioni | Finale    | Finale       | Finale |
| Gara | Atleta        | Punteggio      | Pos.           | Punteggio | Punt. totale | Pos.   |
| ---- | ------------- | -------------- | -------------- | --------- | ------------ | ------ |
| Trap | Derek Burnett | 110            | 29             |           |              |        |

## Triathlon
| Gara           | Atleta     | Nuoto  | Ciclismo  | Corsa  | Tempo totale | Posizione |
| -------------- | ---------- | ------ | --------- | ------ | ------------ | --------- |
| Gara femminile | Emma Davis | 20'17" | 1h 06'03" | 39'09" | 1h 06'29"36  | 37        |

## Vela
| Gara                   | Atleta                      | Regata | Regata | Regata | Regata | Regata | Regata | Regata | Regata | Regata | Regata     | Regata | Punteggio | Pos. |
| Gara                   | Atleta                      | 1      | 2      | 3      | 4      | 5      | 6      | 7      | 8      | 9      | 10         | M      | Punteggio | Pos. |
| ---------------------- | --------------------------- | ------ | ------ | ------ | ------ | ------ | ------ | ------ | ------ | ------ | ---------- | ------ | --------- | ---- |
| Laser Radial femminile | Ciara Peelo                 | 23     | 17     | 15     | 7      | 13     | 24     | 25     | 18     | 10     | cancellata |        | 127       | 23   |
| 470 maschile           | Philip Lawton Gerald Owens  | 22     | 1      | 17     | 15     | 1      | 25     | 21     | 15     | 13     | 24         |        | 129       | 16   |
| Star                   | Stephen Milne Peter O'Leary | 6      | 12     | 7      | 10     | 12     | 13     | 13     | 8      | 11     | 12         |        | 91        | 13   |
| Finn                   | Tim Goodbody                | 22     | 13     | 15     | 15     | 17     | 16     | 21     | 15     |        |            |        | 112       | 21   |